# Saint-Pantaléon-de-Larche
Pour les articles homonymes, voir Saint-Pantaléon et Larche.
Saint-Pantaléon-de-Larche est une commune française située dans le département de la Corrèze, en région Nouvelle-Aquitaine.

## Géographie

### Généralités
Commune de l'unité urbaine de Brive-la-Gaillarde située en limite ouest du bassin de Brive, Saint-Pantaléon-de-Larche est une commune du sud-ouest de la Corrèze, limitrophe du département de la Dordogne. Elle accompagne une boucle formée par la vallée de la Vézère après sa confluence avec la Corrèze.
L'autoroute A89 traverse le territoire communal au nord, franchissant par le viaduc de la Vézère-Corrèze les deux cours d'eau en limite communale.

### Communes limitrophes
Les communes limitrophes sont Brive-la-Gaillarde, Larche, Lissac-sur-Couze, Mansac, Ussac, Varetz, La Feuillade et Pazayac.
Saint-Pantaléon-de-Larche est limitrophe de huit autres communes dont deux dans le département de la Dordogne.
|                                             | Varetz                    | Ussac              |
| Mansac                                      | Saint-Pantaléon-de-Larche | Brive-la-Gaillarde |
| Pazayac (Dordogne), La Feuillade (Dordogne) | Larche                    | Lissac-sur-Couze   |

### Climat
Pour des articles plus généraux, voir Climat de la Nouvelle-Aquitaine et Climat de la Corrèze.
Historiquement, la commune est exposée à un climat océanique aquitain.  
En 2020, Météo-France publie une typologie des climats de la France métropolitaine dans laquelle la commune est exposée à un climat océanique altéré et est dans la région climatique  Ouest et nord-ouest du Massif Central, caractérisée par une pluviométrie annuelle de 900 à 1 500 mm, maximale en automne et en hiver.
Pour la période 1971-2000, la température annuelle moyenne est de 12,8 °C, avec  une amplitude thermique annuelle de 15,5 °C. Le cumul annuel moyen de précipitations est de 920 mm, avec 11,5 jours de précipitations en janvier et 7 jours en juillet. Pour la période 1991-2020, la température moyenne annuelle observée sur la station météorologique la plus proche, située sur la commune de Brive-la-Gaillarde à 7 km à vol d'oiseau, est de 12,9 °C et le cumul annuel moyen de précipitations est de 903,9 mm,. Pour l'avenir, les paramètres climatiques de la commune estimés pour 2050 selon différents scénarios d’émission de gaz à effet de serre sont consultables sur un site dédié publié par Météo-France en novembre 2022.

## Urbanisme

### Typologie
Au 1er janvier 2024, Saint-Pantaléon-de-Larche est catégorisée bourg rural, selon la nouvelle grille communale de densité à 7 niveaux définie par l'Insee en 2022.
Elle appartient à l'unité urbaine de Brive-la-Gaillarde, une agglomération inter-départementale dont elle est une commune de la banlieue,. Par ailleurs la commune fait partie de l'aire d'attraction de Brive-la-Gaillarde, dont elle est une commune de la couronne,. Cette aire, qui regroupe 80 communes, est catégorisée dans les aires de 50 000 à moins de 200 000 habitants,.

### Occupation des sols
L'occupation des sols de la commune, telle qu'elle ressort de la base de données européenne d’occupation biophysique des sols Corine Land Cover (CLC), est marquée par l'importance des territoires agricoles (54,8 % en 2018), en diminution par rapport à 1990 (61 %). La répartition détaillée en 2018 est la suivante : 
prairies (35,4 %), forêts (22,9 %), zones agricoles hétérogènes (19,4 %), zones urbanisées (13,1 %), zones industrielles ou commerciales et réseaux de communication (6 %), eaux continentales (3,3 %).
L'évolution de l’occupation des sols de la commune et de ses infrastructures peut être observée sur les différentes représentations cartographiques du territoire : la carte de Cassini (XVIIIe siècle), la carte d'état-major (1820-1866) et les cartes ou photos aériennes de l'IGN pour la période actuelle (1950 à aujourd'hui).

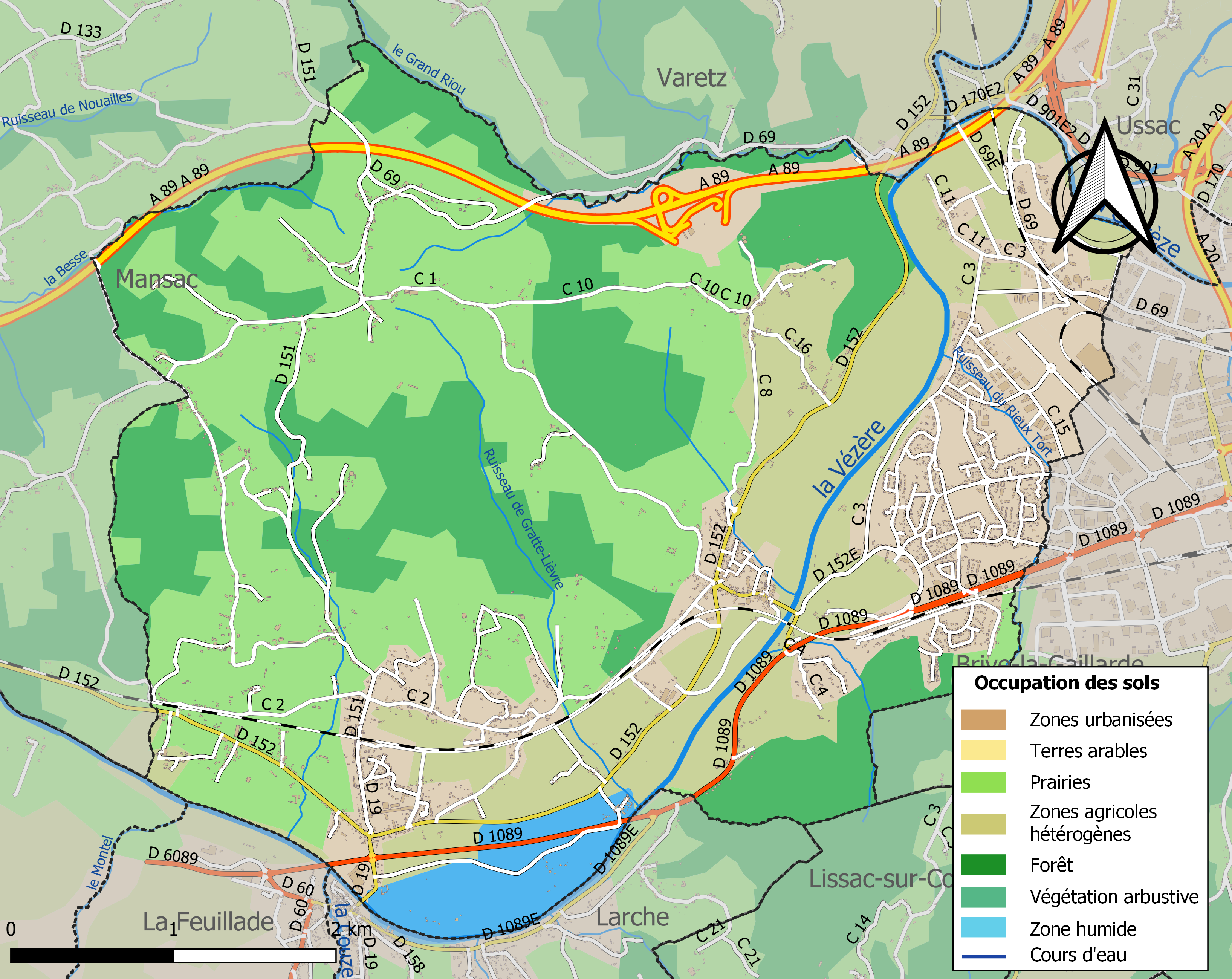
Carte des infrastructures et de l'occupation des sols de la commune en 2018 (CLC).

### Risques majeurs
Le territoire de la commune de Saint-Pantaléon-de-Larche est vulnérable à différents aléas naturels : météorologiques (tempête, orage, neige, grand froid, canicule ou sécheresse), inondations, feux de forêts, mouvements de terrains et séisme (sismicité très faible). Il est également exposé à deux risques technologiques,  le transport de matières dangereuses et la rupture d'un barrage, et à un risque particulier : le risque de radon. Un site publié par le BRGM permet d'évaluer simplement et rapidement les risques d'un bien localisé soit par son adresse soit par le numéro de sa parcelle.

#### Risques naturels

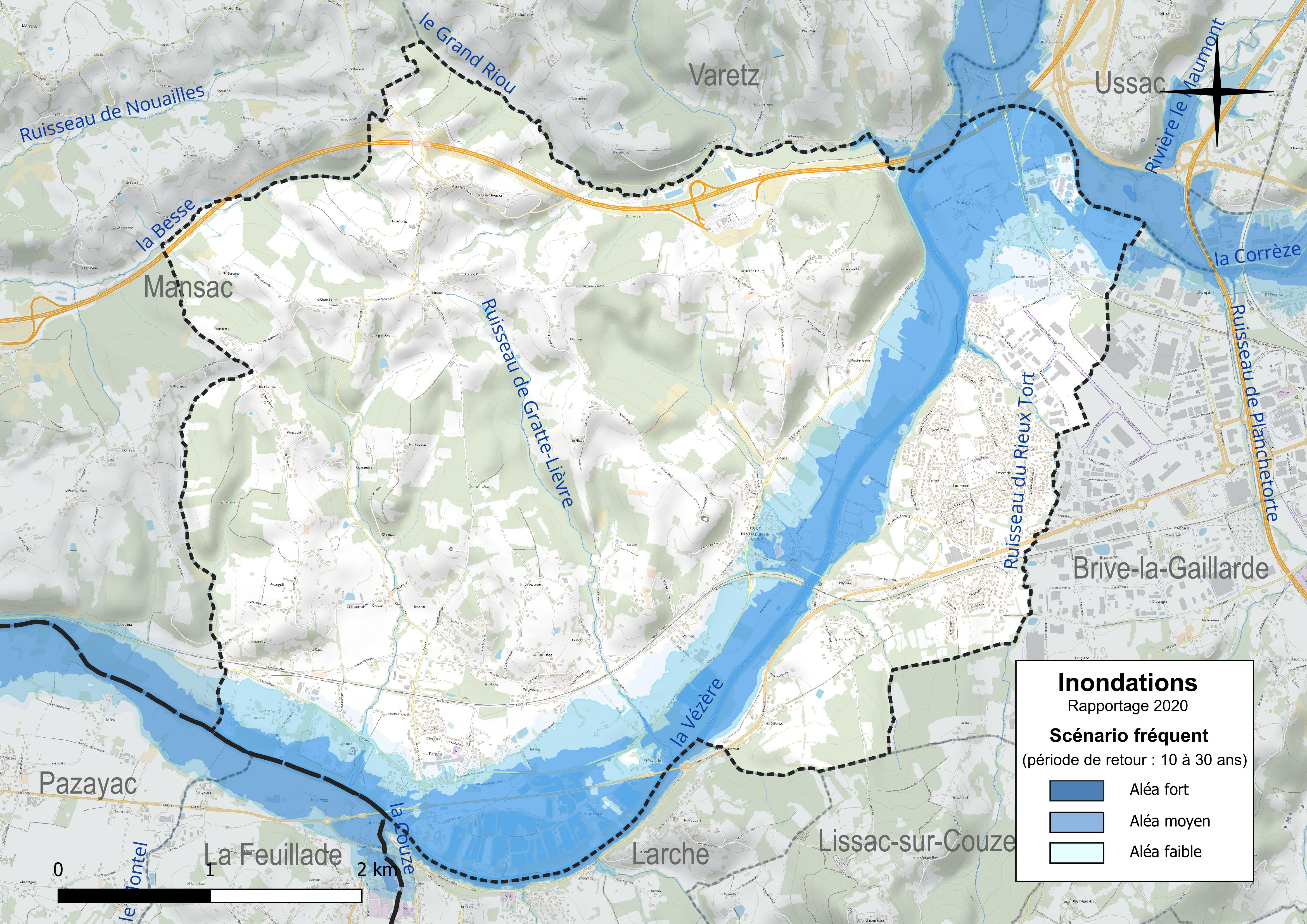
Carte de la zone inondable de la commune définie pour le scénario fréquent, dans le territoire à risque important d’inondation (TRI) Tulle-Brive.

La commune fait partie du territoire à risques importants d'inondation (TRI) de Tulle-Brive, regroupant 20 communes concernées par un risque de débordement de la Corrèze et de la Vézère (17 dans la Corrèze et trois dans la Dordogne), un des 18 TRI qui ont été arrêtés le 11 janvier 2013 sur le bassin Adour-Garonne. Des cartes des surfaces inondables ont été établies pour trois scénarios : fréquent (crue de temps de retour de 10 ans à 30 ans), moyen (temps de retour de 100 ans à 300 ans) et extrême (temps de retour de l'ordre de 1 000 ans, qui met en défaut tout système de protection). La commune a été reconnue en état de catastrophe naturelle au titre des dommages causés par les inondations et coulées de boue survenues en 1982, 1983, 1993, 1999 et 2001,. Le risque inondation est pris en compte dans l'aménagement du territoire de la commune par le biais du plan de prévention des risques (PPR) inondation « Vézère », approuvé le 29 août 2002. 

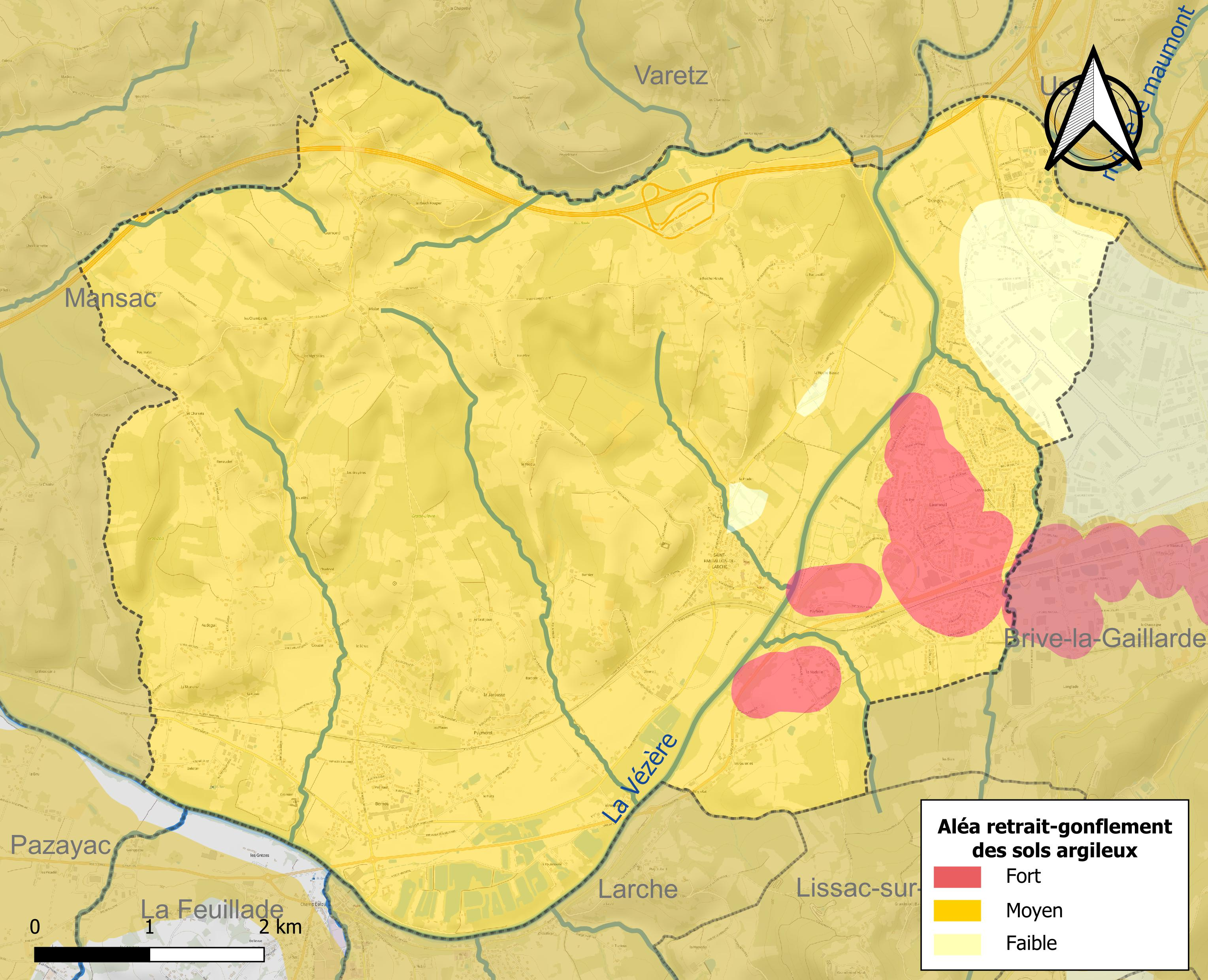
Carte des zones d'aléa retrait-gonflement des sols argileux de Saint-Pantaléon-de-Larche.

La commune est vulnérable au risque de mouvements de terrains constitué principalement du retrait-gonflement des sols argileux. Cet aléa est susceptible d'engendrer des dommages importants aux bâtiments en cas d’alternance de périodes de sécheresse et de pluie. 95,8 % de la superficie communale est en aléa moyen ou fort (26,8 % au niveau départemental et 48,5 % au niveau national). Sur les 2 061 bâtiments dénombrés sur la commune en 2019,  2 005 sont en aléa moyen ou fort, soit 97 %, à comparer aux 36 % au niveau départemental et 54 % au niveau national. Une cartographie de l'exposition du territoire national au retrait gonflement des sols argileux est disponible sur le site du BRGM,.
Concernant les feux de forêt, aucun plan de prévention des risques incendie de forêt (PPRIF) n’a été établi en Corrèze, néanmoins le code de l’urbanisme impose la prise en compte des risques dans les documents d’urbanisme. Le périmètre des servitudes d'utilité publique et des zones d'obligation légale de débroussaillement pour les particuliers est quant à lui défini pour la commune dans une carte dédiée. 
Concernant les mouvements de terrains, la commune a été reconnue en état de catastrophe naturelle au titre des dommages causés par la sécheresse en 2011, 2018 et 2019 et par des mouvements de terrain en 1999.

#### Risques technologiques
Le risque de transport de matières dangereuses sur la commune est lié à sa traversée par une route à fort trafic et une canalisation de transport d'hydrocarbures. Un accident se produisant sur de telles infrastructures est susceptible d’avoir des effets graves sur les biens, les personnes ou l'environnement, selon la nature du matériau transporté. Des dispositions d’urbanisme peuvent être préconisées en conséquence. 
La commune est en outre située en aval du barrage de Monceaux la Virolle, un ouvrage de classe A situé en Corrèze et disposant d'une retenue de 20,5 millions de mètres cubes. À ce titre elle est susceptible d’être touchée par l’onde de submersion consécutive à la rupture de cet ouvrage.

#### Risque particulier
Dans plusieurs parties du territoire national, le radon, accumulé dans certains logements ou autres locaux, peut constituer une source significative d’exposition de la population aux rayonnements ionisants. Certaines communes du département sont concernées par le risque radon à un niveau plus ou moins élevé. Selon la classification de 2018, la commune de Saint-Pantaléon-de-Larche est classée en zone 3, à savoir zone à potentiel radon significatif. 

## Histoire

### Préhistoire
Des sites archéologiques datant du Paléolithique supérieur attestent d'une présence dès la préhistoire dans les lieux-dits les Bruyères, la Cave et Audeguil.

### Moyen Âge
Au XIIe siècle, la commune s'appelait Saint-Pantaléon-du-Rot en raison d'un prieuré situé sur la rive gauche de la Vézère, qui allait devenir Le Roc.
D'autres découvertes témoignent d'une présence pendant la période médiévale : un sarcophage et un souterrain à Audeguil, un prieuré et une chapelle Saint-Jean à Gumond.

### Époque moderne
La commune prend ensuite son nom actuel de Saint-Pantaléon-de-Larche, hormis entre 1793 et 1795, pendant la Révolution française, où elle prend le nom révolutionnaire de La Fraternité.

### Seconde Guerre mondiale
Lors de la Seconde Guerre mondiale, après avoir sévi pendant une semaine en Dordogne, les Allemands de la division Brehmer poursuivent en Corrèze la traque des résistants et des juifs.
Le 1er avril 1944, trois hommes sont fusillés sur la commune. Parmi ces hommes figure Henry Spingarn (65 ans), arrêté à Larche et séparé de sa famille. Son épouse et sa fille, Odette Spingarn, sont également arrêtées et transférées à Périgueux, avant d'être envoyées au camp de Drancy trois jours plus tard,. Les deux femmes sont déportées en camp de concentration, Mme Spingarn meurt le 24 mai suivant à Auschwitz-Birkenau ; sa fille Odette, après sa libération, rejoint Paris le 1er juin 1945.

### Liste des maires

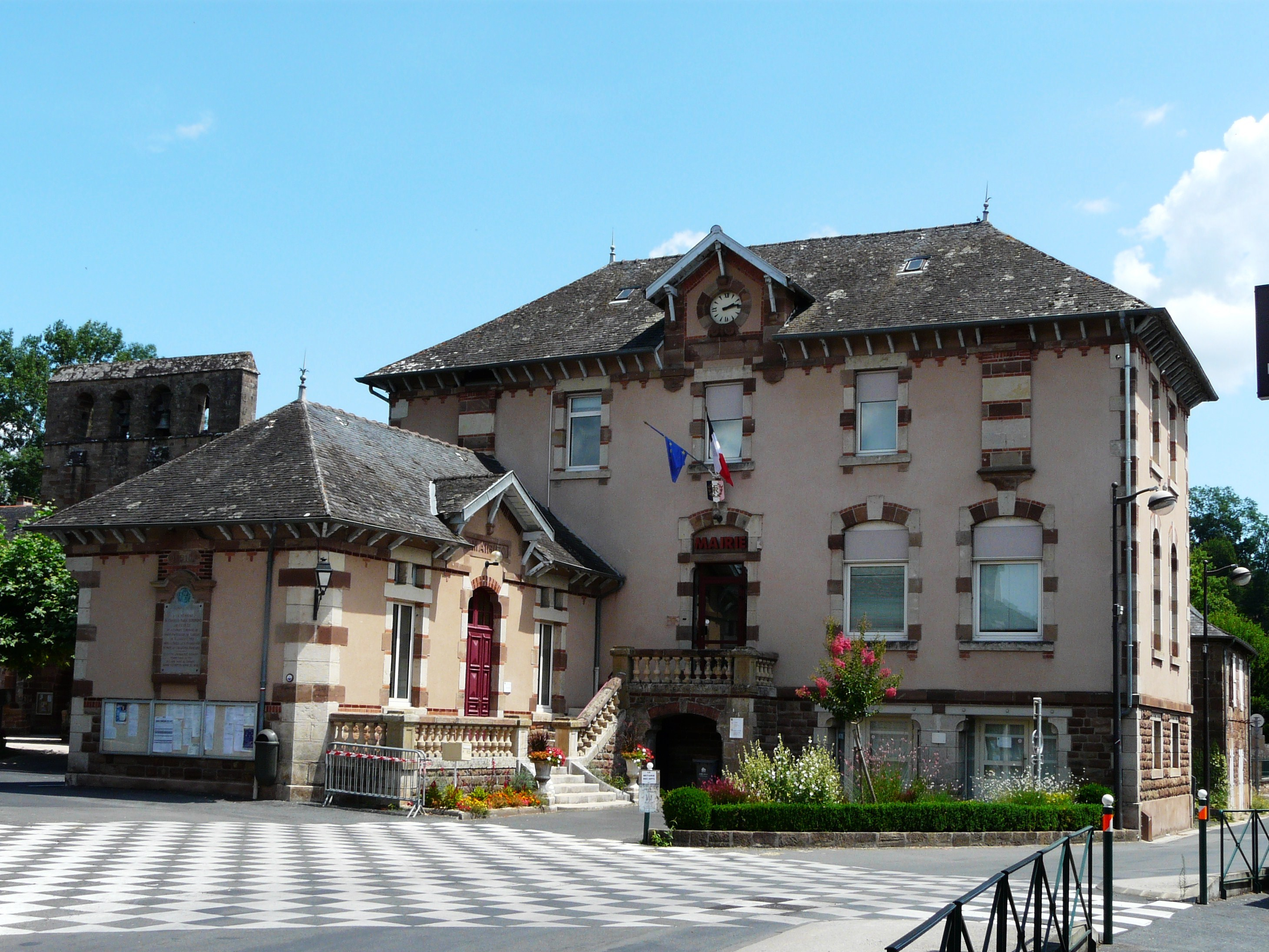
La mairie.

## Démographie
Les habitants de Saint-Pantaléon-de-Larche sont des Saint-Pantaléonnais.
L'évolution du nombre d'habitants est connue à travers les recensements de la population effectués dans la commune depuis 1793. Pour les communes de moins de 10 000 habitants, une enquête de recensement portant sur toute la population est réalisée tous les cinq ans, les populations de référence des années intermédiaires étant quant à elles estimées par interpolation ou extrapolation. Pour la commune, le premier recensement exhaustif entrant dans le cadre du nouveau dispositif a été réalisé en 2008.

En 2022, la commune comptait 5 006 habitants, en évolution de +4,57 % par rapport à 2016 (Corrèze : −0,59 %, France hors Mayotte : +2,11 %).
| 1793  | 1800  | 1806  | 1821  | 1831  | 1836  | 1841  | 1846  | 1851  |
| ----- | ----- | ----- | ----- | ----- | ----- | ----- | ----- | ----- |
| 1 059 | 1 050 | 1 129 | 1 210 | 1 266 | 1 261 | 1 306 | 1 277 | 1 313 |

| 1856  | 1861  | 1866  | 1872  | 1876  | 1881  | 1886  | 1891  | 1896  |
| ----- | ----- | ----- | ----- | ----- | ----- | ----- | ----- | ----- |
| 1 500 | 1 363 | 1 431 | 1 356 | 1 290 | 1 372 | 1 408 | 1 370 | 1 383 |

| 1901  | 1906  | 1911  | 1921  | 1926  | 1931  | 1936  | 1946  | 1954  |
| ----- | ----- | ----- | ----- | ----- | ----- | ----- | ----- | ----- |
| 1 398 | 1 406 | 1 424 | 1 180 | 1 262 | 1 227 | 1 233 | 1 217 | 1 206 |

| 1962  | 1968  | 1975  | 1982  | 1990  | 1999  | 2006  | 2008  | 2013  |
| ----- | ----- | ----- | ----- | ----- | ----- | ----- | ----- | ----- |
| 1 336 | 1 729 | 2 406 | 3 019 | 3 478 | 3 773 | 4 415 | 4 599 | 4 763 |

| 2018  | 2022  | - | - | - | - | - | - | - |
| ----- | ----- | - | - | - | - | - | - | - |
| 4 768 | 5 006 | - | - | - | - | - | - | - |

## Économie
- Établissements Arnodin, filiale de Baudin Chateauneuf : fabrication de structures métalliques.

## Culture locale et patrimoine

### Lieux et monuments
- L'église Saint-Pantaléon : datant du XIIe siècle, elle fut reconstruite aux XIVe et XVe siècles. Elle est inscrite au titre des monuments historiques depuis 1963[36]. Elle domine une petite place bordée de maisons construites en grès rouge, pierre du pays issue des anciennes carrières des villages de la Roche Haute et Puyfaure sur la commune.
- Le château de Cramier : ce château du XVIIe siècle est inscrit pour ses façades et toitures depuis 1991 au titre des monuments historiques[37]. Il possède un parc arboré sur les bords de la Vézère.
- Le château de Lavarde, XVIIe siècle.
- Les ponts : le pont routier du Bourg a été construit en 1846, ce qui eut pour conséquence la disparition progressive des ports qui permettaient la traversée de la Vézère. Le pont ferroviaire fut achevé en 1860. Les ponts de Grange, à la confluence de la Corrèze et de la Vézère, furent construits en 1890. En 2004, le viaduc de la Vézère-Corrèze de l'autoroute A89 enjambe à la fois les ponts de Grange et la ligne de chemin de fer.

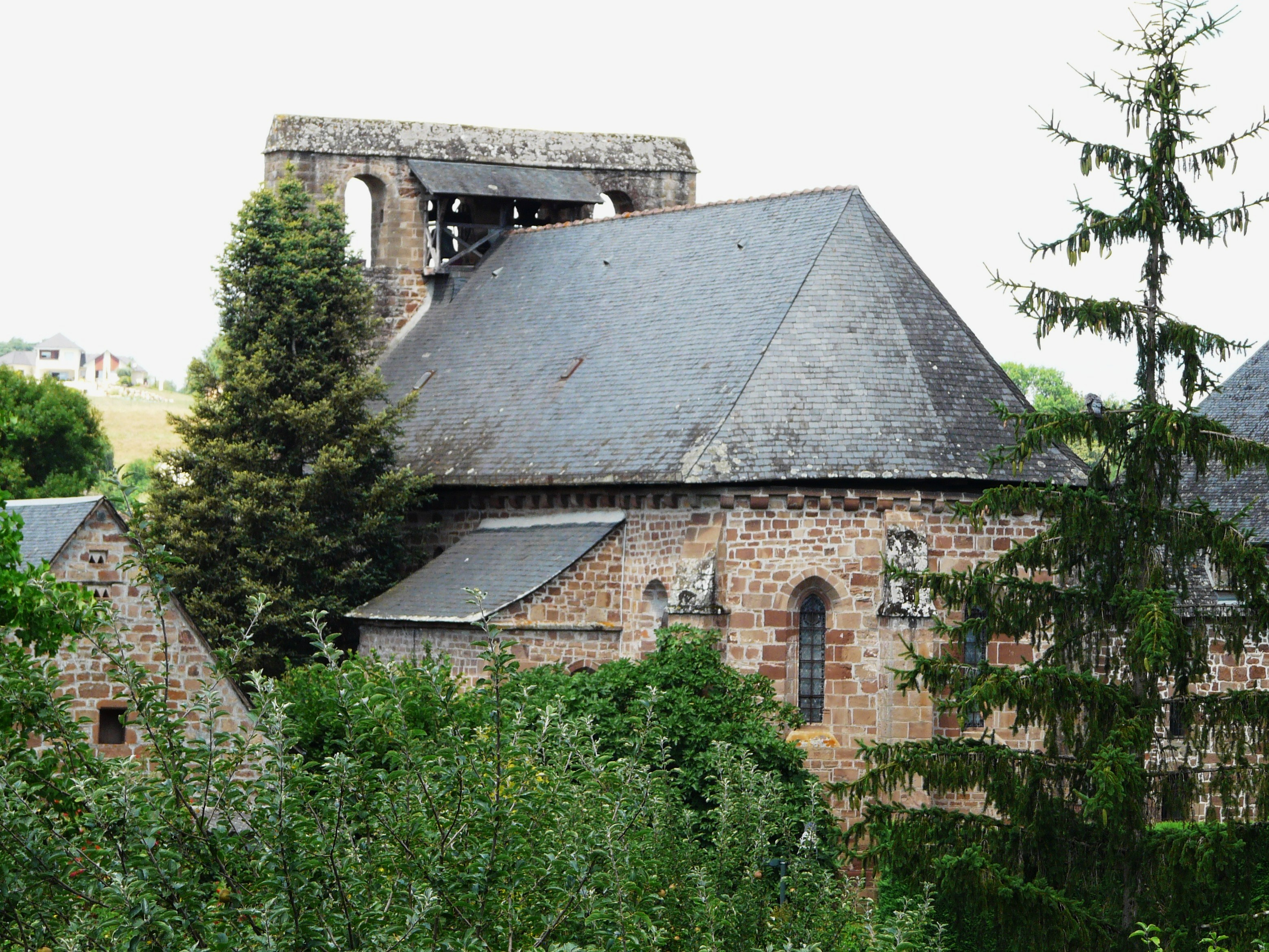
L'église.
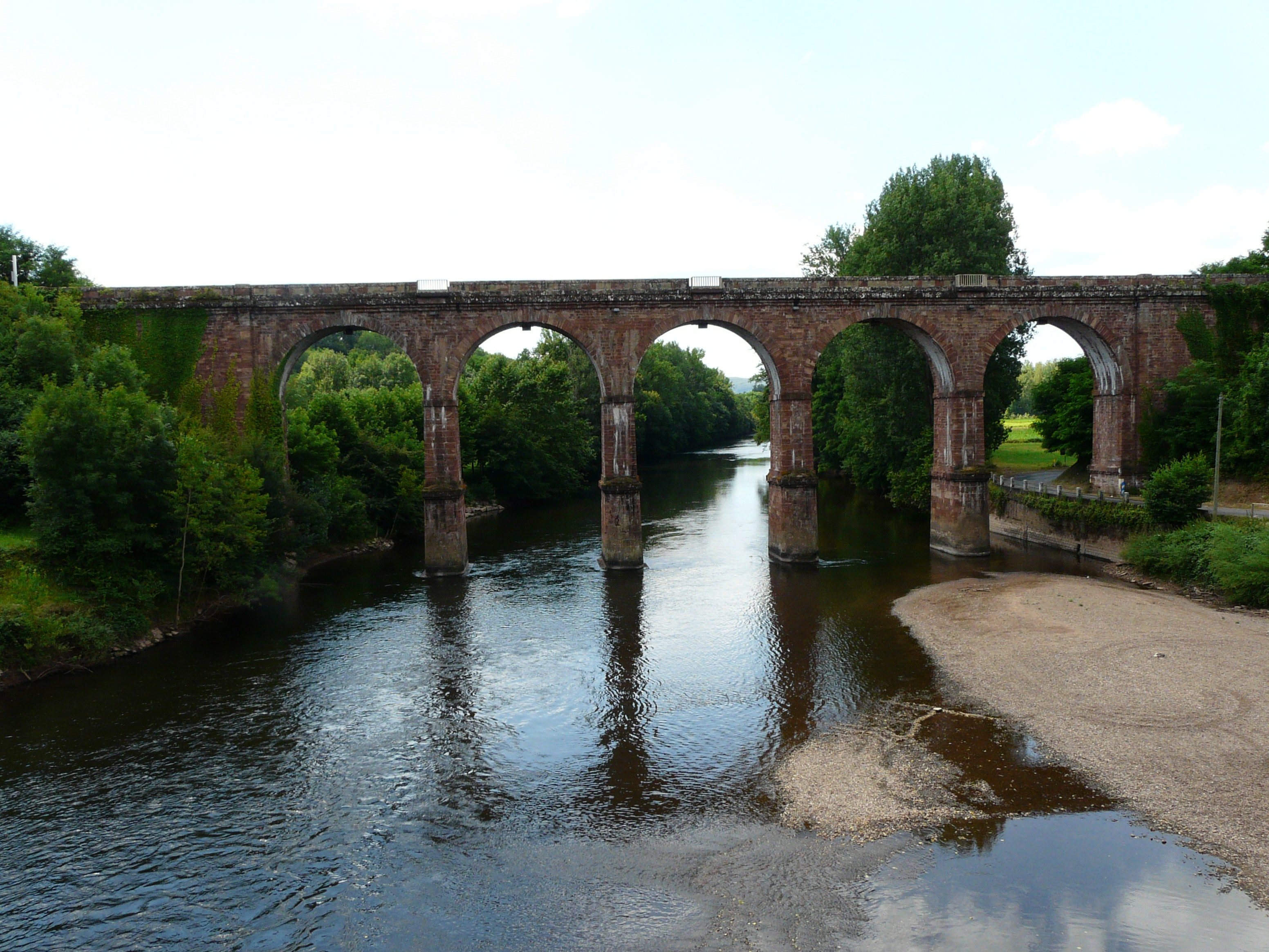
Le viaduc ferroviaire.
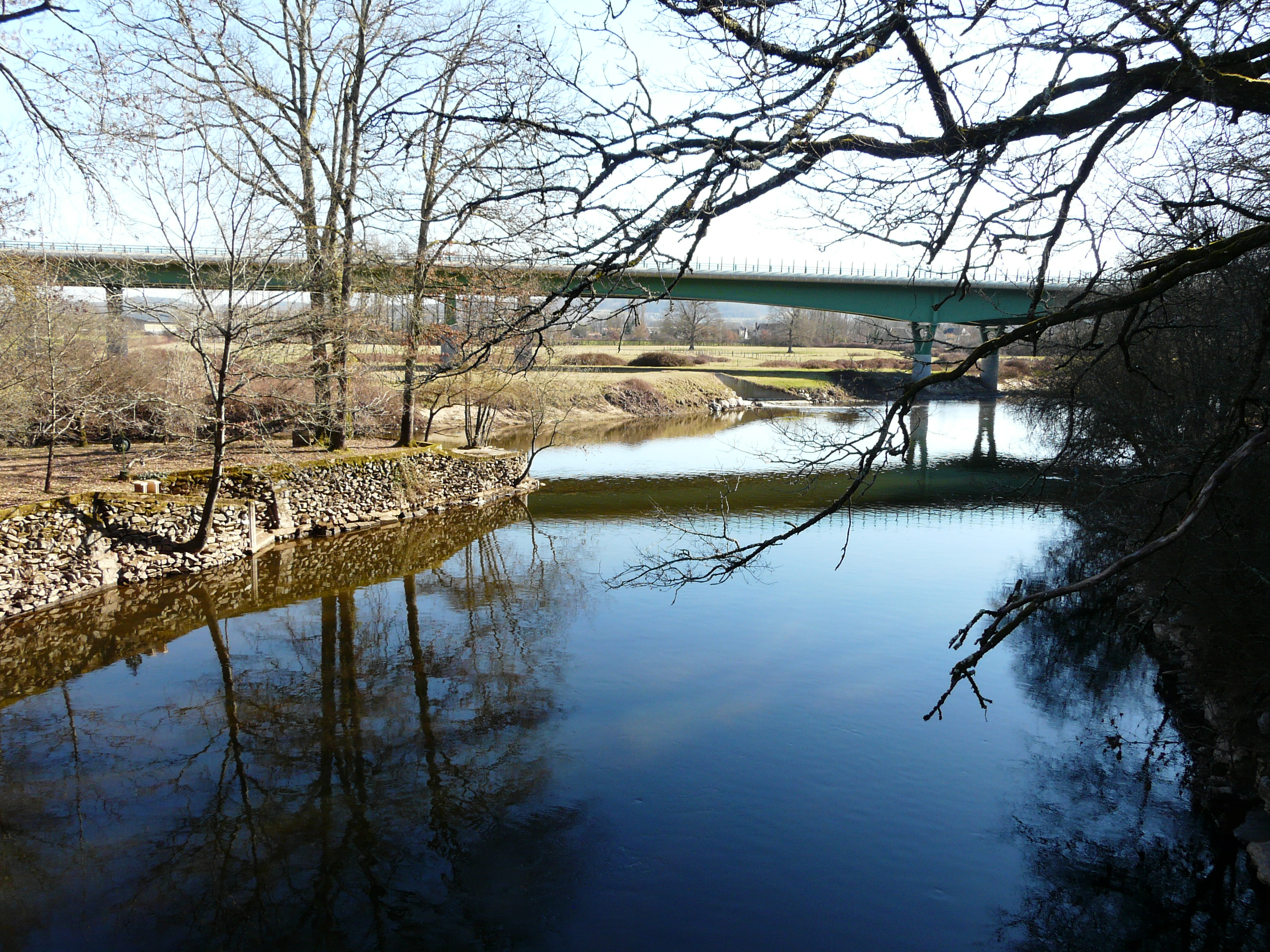
Le viaduc de la Vézère-Corrèze.
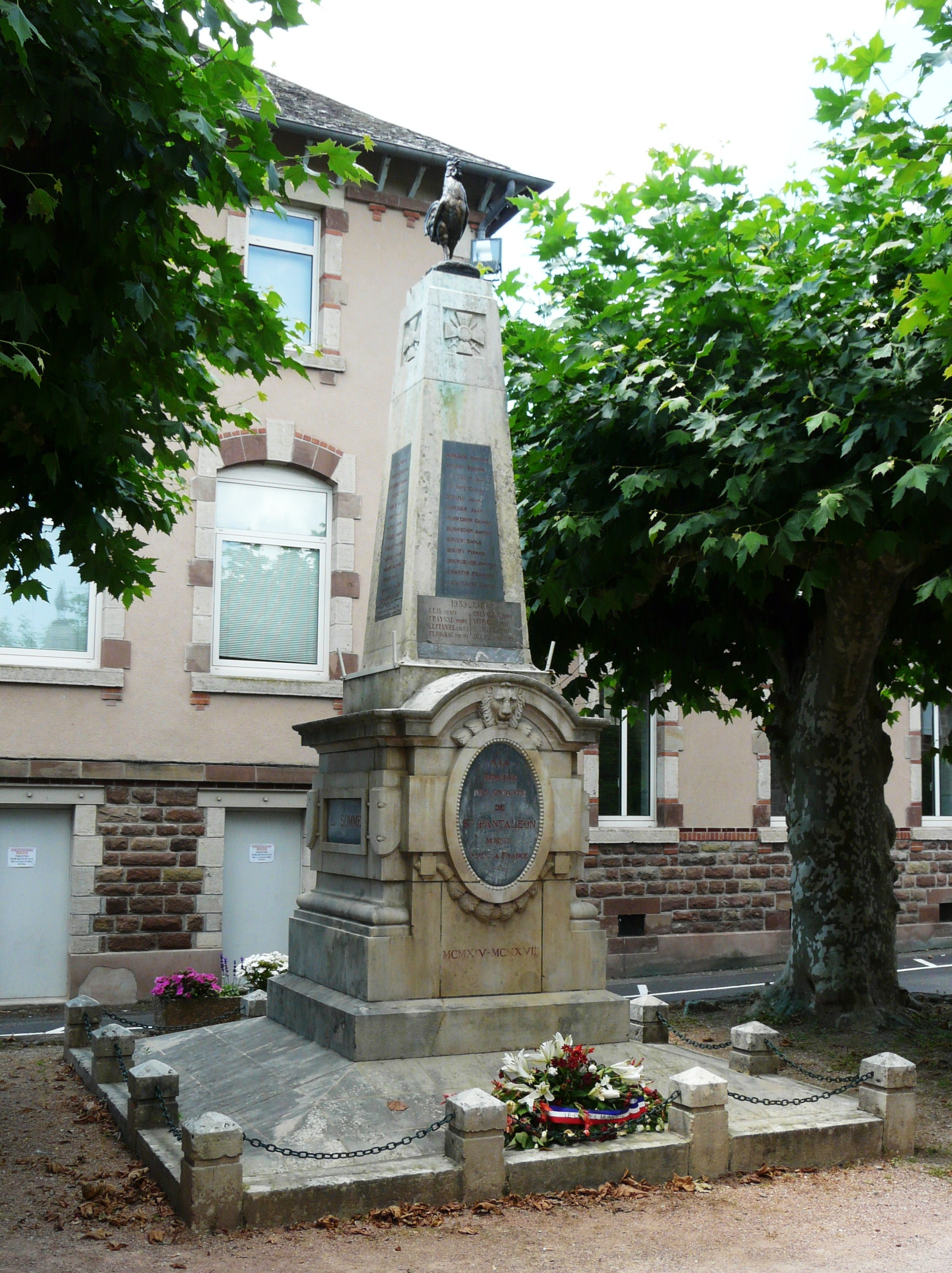
Le monument aux morts.

### Personnalités liées à la commune
- Charles-Marie de Feletz né à Saint-Pantaléon-de-Larche, au village de Gumont le 3 janvier 1767 et décédé à Paris le 25 février 1850 était un homme d'Église, académicien, journaliste, conservateur de la bibliothèque Mazarine et critique littéraire français.
- Annet-Antoine Couloumy : né dans le bourg le 26 août 1770, il gravit tous les échelons de la hiérarchie militaire et devient général de brigade le 30 août 1813. Il est mortellement blessé lors de la bataille de Leipzig le 29 octobre 1813. Son buste (1906) par Eugène-Jean Boverie se dresse devant l'église, sur la place qui porte son nom.

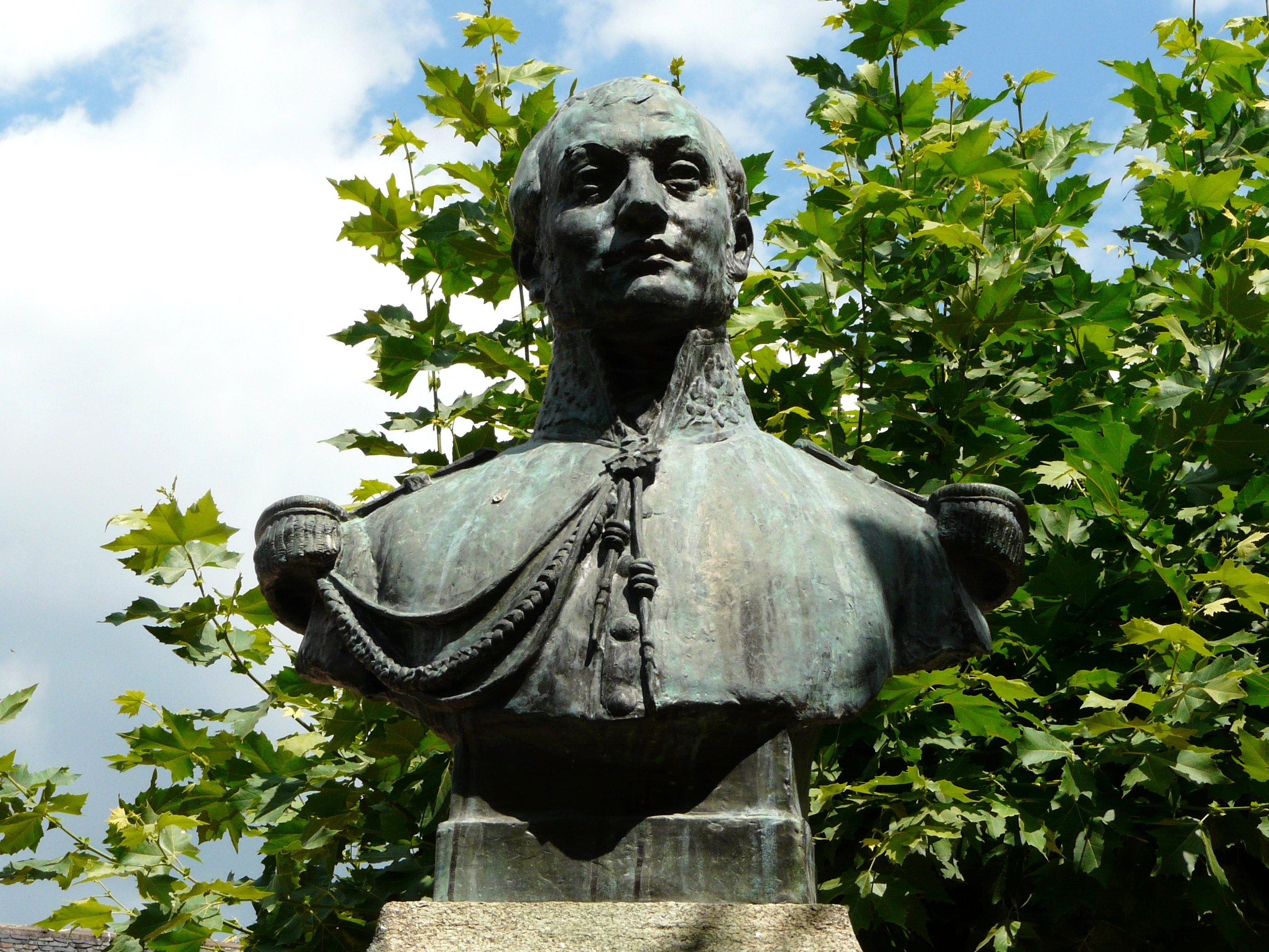
Buste du général Couloumy.

### Héraldique
| Armes de Saint-Pantaléon-de-Larche | Les armes de Saint-Pantaléon-de-Larche se blasonnent ainsi : Écartelé : aux 1er et 4e d'azur au lion contourné d'argent, aux 2e et 3e d'or au pal d'azur chargé de deux étoiles d'or. |